# Wereldkampioenschap voetbal 2010 (Groep H) Honduras - Chili
In dit artikel wordt de Wereldkampioenschap voetbal 2010-wedstrijd in de groepsfase in Groep H tussen Honduras en Chili (gespeeld op 16 juni 2010) nader uitgelicht. Het duel eindigde in een 1-0-overwinning voor de Zuid-Amerikanen. Op de bank bij Honduras verving assistent Alexis Mendoza de geschorste hoofdcoach Reinaldo Rueda. Het was de zesde ontmoeting tussen beide landen.

## Wedstrijdgegevens
| Datum                | 16 juni 2010                      | 16 juni 2010                      |
| Stadion              | Mbombelastadion, Nelspruit        | Mbombelastadion, Nelspruit        |
| Toeschouwers         | 32.664                            | 32.664                            |
| Scheidsrechter       | Eddy Maillet                      | Eddy Maillet                      |
| Assistenten          | Evarist Menkouandé Bechir Hassani | Evarist Menkouandé Bechir Hassani |
| Vierde official      | Yuichi Nishimura                  | Yuichi Nishimura                  |
| Man van de wedstrijd | Jean Beausejour                   | Jean Beausejour                   |
|                      | Honduras                          | Chili                             |
| Doelpunten           | 0                                 | 1                                 |
| Gele kaarten         | 1                                 | 2                                 |
| Rode kaarten         | 0                                 | 0                                 |
| Wissels              | 3                                 | 3                                 |
| Schoten op doel      | 2                                 | 5                                 |
| Schoten naast doel   | 5                                 | 15                                |
| Overtredingen        | 15                                | 21                                |
| Hoekschoppen         | 4                                 | 6                                 |
| Buitenspel           | 2                                 | 4                                 |
| Strafschoppen        | 0                                 | 0                                 |
| Balbezit (tijd)      | 28 min                            | 38 min                            |
| Balbezit (%)         | 43                                | 57                                |

| Honduras | 0 – 1        | Chili |
| | goals        | 34' Jean Beausejour |
| Alexis Mendoza | bondscoach   | Marcelo Bielsa |
| Noel Valladares Sergio Mendoza Osman Chávez Maynor Figueroa Emilio Izaguirre Édgard Álvarez Amado Guevara 66' Wilson Palacios Roger Espinoza Ramón Núñez 78' Carlos Pavón 60' | opstellingen | Claudio Bravo Mauricio Isla Waldo Ponce Gary Medel 81' Arturo Vidal 52' Carlos Carmona Rodrigo Millar Matías Fernández Alexis Sánchez 87' Jorge Valdivia Jean Beausejour |
| Georgie Welcome 60' Hendry Thomas 66' Walter Martínez 78' | wissels      | 52' Gonzalo Jara 81' Pablo Contreras 87' Mark González |
| Wilson Palacios 33' | gele kaarten | 4' Carlos Carmona 19' Matías Fernández |
| | rode kaarten | |

## Overzicht van wedstrijden
| Groepswedstrijden | | | |
| Groep A | Groep B | Groep C | Groep D |
| Zuid-Afrika - Mexico Uruguay - Frankrijk Zuid-Afrika - Uruguay Frankrijk - Mexico Mexico - Uruguay Frankrijk - Zuid-Afrika | Zuid-Korea - Griekenland Argentinië - Nigeria Argentinië - Zuid-Korea Griekenland - Nigeria Griekenland - Argentinië Nigeria - Zuid-Korea | Engeland - Verenigde Staten Algerije - Slovenië Slovenië - Verenigde Staten Engeland - Algerije Slovenië - Engeland Verenigde Staten - Algerije | Duitsland - Australië Servië - Ghana Duitsland - Servië Ghana - Australië Australië - Servië Ghana - Duitsland    |
| Groep E | Groep F | Groep G | Groep H |
| Nederland - Denemarken Japan - Kameroen Nederland - Japan Kameroen - Denemarken Kameroen - Nederland Denemarken - Japan    | Italië - Paraguay Nieuw-Zeeland - Slowakije Slowakije - Paraguay Italië - Nieuw-Zeeland Paraguay - Nieuw-Zeeland Slowakije - Italië       | Ivoorkust - Portugal Brazilië - Noord-Korea Brazilië - Ivoorkust Portugal - Noord-Korea Noord-Korea - Ivoorkust Portugal - Brazilië             | Honduras - Chili Spanje - Zwitserland Chili - Zwitserland Spanje - Honduras Chili - Spanje Zwitserland - Honduras |
| Achtste finales | | | |
| Uruguay - Zuid-Korea Verenigde Staten - Ghana                                                                              | Duitsland - Engeland Argentinië - Mexico                                                                                                  | Nederland - Slowakije Brazilië - Chili | Paraguay - Japan Spanje - Portugal                                                                                |
| Kwartfinales | | | |
| Brazilië - Nederland | Uruguay - Ghana | Argentinië - Duitsland | Paraguay - Spanje                                                                                                 |
| Halve finales | | | |
| Nederland - Uruguay | Nederland - Uruguay | Duitsland - Spanje | Duitsland - Spanje                                                                                                |
| Troostfinale | | | |
| Uruguay - Duitsland | | | |
| Finale | | | |
| Spanje - Nederland | | | |